# Maxim Hermaniuk
Maxim Hermaniuk (in ucraino Макси́м Германю́к?, Maksym Hermanjuk; Nove Selo, 30 ottobre 1911 – Winnipeg, 3 maggio 1996) è stato un arcivescovo cattolico ucraino naturalizzato canadese della Chiesa greco-cattolica ucraina.

## Biografia
Maxim Hermaniuk nacque a Nove Selo il 30 ottobre 1911 da Nikita e Anna, due contadini galiziani.

### Formazione e ministero sacerdotale
Frequentò la scuola primaria nella sua città natale. Dal 1927 al 1932 studiò in un liceo dei padri redentoristi di Zboïšča. Nel 1932 entrò come novizio nel convento della Congregazione del Santissimo Redentore di Holosko. Fino al 1934 studiò filosofia nel seminario redentorista. In seguito studiò per quattro anni all'Università Cattolica di Lovanio.
Nel 1938 tornò in patria e il 4 settembre dello stesso anno fu ordinato presbitero dall'eparca Mykola Čarnec'kyj. Nel 1939 riprese gli studi all'Università Cattolica di Lovanio. Si laureò lingue orientali presso l'Istituto orientale dell'Università. Nel 1940 conseguì la licenza e nel 1943 il dottorato. In seguito insegnò filosofia morale, sociologia e seminari teologici in lingua ebraica all'Università Cattolica di Lovanio.
Dopo il 1945 cominciò ad assistere i migranti ucraini in Belgio che grazie a lui poterono partecipare a divine liturgie di rito bizantino della Chiesa greco-cattolica ucraina. Fu tra i fondatori del "Comitato ucraino di aiuto in Belgio" e supervisionò l'assistenza agli immigrati ucraini in Canada. Dal 1945 al 1948 fondò una rivista per emigranti ucraini, una casa editrice per la letteratura religiosa e divenne presidente della "Stampa ucraina" in Belgio. Organizzò borse di studio per giovani ucraini e promosso i loro studi presso l'Università Cattolica di Lovanio. Dopo aver fondato una casa per giovani studenti ucraini divenne cappellano degli studenti e partecipò a congressi studenteschi internazionali in Svizzera, Germania e Spagna.
Il 10 ottobre 1948 partì per il Canada per assumere l'incarico di provinciale della vice-provincia canadese della Congregazione del Santissimo Redentore. Giunto in Canada assunse non solo la responsabilità del nuovo governo dell'ordine, ma anche le mansioni di professore di teologia morale e Sacra Scrittura nel seminario redentorista di Waterford. Dal marzo del 1950 organizzò e diresse il comitato di redazione della rivista semestrale di teologia "Logos". Dall'ottobre del 1950 assunse la responsabilità di parroco di Toronto est.

### Ministero episcopale
Il 13 gennaio 1951 papa Pio XII lo nominò vescovo ausiliare dell'esarcato apostolico del Manitoba e titolare di Sinna. Ricevette l'ordinazione episcopale il 29 giugno successivo nella cattedrale dei Santi Vladimiro e Olga di Winnipeg dall'esarca apostolico del Manitoba Basil Vladimir Ladyka, co-consacranti l'esarca apostolico del Canada Orientale Isidore Borecky e quello di Saskatoon Andrew J. Roborecki. Da quel momento fu il braccio destro di monsignor Andrej Szeptycki e lo sostenne in molte questioni importanti.
Il 13 marzo 1955 lo stesso papa Pio XII lo nominò vescovo coadiutore dell'esarcato apostolico del Manitoba. Il 1º settembre 1956 succedette alla medesima sede. Il 3 novembre successivo l'esarcato apostolico fu elevato al rango di arcieparchia metropolitana.
Dal 1969 al 1974 fu presidente del Sinodo della Chiesa greco-cattolica ucraina.
Il 16 dicembre 1992 papa Giovanni Paolo II accettò la sua rinuncia al governo pastorale dell'arcieparchia per raggiunti limiti di età.
Morì a Winnipeg il 3 maggio 1996 all'età di 84 anni.

## Genealogia episcopale e successione apostolica
La genealogia episcopale è:
- Patriarca Geremia II Tranos
- Arcivescovo Michal Rahoza
- Arcivescovo Hipacy Pociej
- Arcivescovo Iosif Rucki
- Arcivescovo Antin Selava
- Arcivescovo Havryil Kolenda
- Arcivescovo Kyprian Žochovs'kyj
- Arcivescovo Lev Zaleski
- Arcivescovo Jurij Vynnyc'kyj
- Arcivescovo Luka Lev Kiszka
- Vescovo György Bizánczy
- Vescovo Inocențiu Micu-Klein, O.S.B.M.
- Vescovo Mihály Emánuel Olsavszky, O.S.B.M.
- Vescovo Vasilije Božičković, O.S.B.M.
- Vescovo Grigore Maior, O.S.B.M.
- Vescovo Ioan Bob
- Vescovo Samuel Vulcan
- Vescovo Ioan Lemeni
- Arcivescovo Spyrydon Lytvynovyč
- Arcivescovo Josyf Sembratowicz
- Cardinale Sylwester Sembratowicz
- Arcivescovo Julian Kuiłovskyi
- Arcivescovo Andrej Szeptycki, O.S.B.M.
- Vescovo Josafat Kocylovs'kyj, O.S.B.M.
- Vescovo Konštantín Bohačevskyj
- Arcivescovo Basil Vladimir Ladyka, O.S.B.M.
- Arcivescovo Maxim Hermaniuk, C.SS.R.

La successione apostolica è:
- Vescovo Ivan Prasko † (1958)
- Vescovo Volodymyr Malanczuk, C.SS.R. † (1961)
- Vescovo Jeronim Isidore Chimy, O.S.B.M. † (1974)
- Vescovo Myron Michael Daciuk, O.S.B.M. † (1982)
- Vescovo Basil (Wasyl) Filevich (Felivich) † (1984)
- Arcivescovo Michael Bzdel, C.SS.R. † (1993)
- Vescovo Peter Stasiuk, C.SS.R. (1993)
- Vescovo Roman Danylak † (1993)
- Vescovo Severian Stefan Yakymyshyn, O.S.B.M. (1995)